# Ennea
Az Ennea album a Chase együttes második lemeze volt, az album címe a kilenc tagra utal (ennea görögül kilencet jelent, egyben a görög cím már utalás a második oldal görög mitológiából merítő témáira is). A debütáló lemezhez képest gyenge érdeklődés kísérte, nem jutott be a Top40-be. Egy szám, a So Many People jutott fel a Billboard Hot 100 listára, ahol 12 hétig volt, a legmagasabb 71. helyezéssel.
1997-től CD-n is kapható, Japán kiadásban.

## Számok listája
1. Swanee River (Stephen Foster és Bill Chase) – 3:10
2. So Many People (Paul Williams és R. Nichols) – 2:44
3. Night (Ted Piercefield) – 2:38
4. I Won't be Long (Phil Porter és J. Soukup) – 3:06
5. I Can Feel It (Angel South) – 2:51
6. Woman of the Dark (T. Riley és T. Szőllősi) – 5:56
7. Cronus (Saturn) (Bill Chase, Erin Adair és J. Palmer) – 4:46
8. Zeus (Jupiter) (Bill Chase és Erin Adair) – 4:36
9. Poseidon (Neptune) (Bill Chase és Erin Adair) – 2:27
10. Aphrodite Part I (Venus) (Bill Chase és Erin Adair) – 2:02
11. Aphrodite Part II (Venus) (Bill Chase és Erin Adair) – 3:36
12. Hades (Pluto) (Bill Chase és Erin Adair) – 3:34

## A zenekar tagjai
- Bill Chase – trombita
- Ted Piercefield – trombita, ének (3.)
- Alan Ware – trombita
- Jerry van Blair – trombita, szárnykürt
- Phil Porter – billentyűs hangszerek
- Dennis Johnson – basszusgitár
- Angel South – gitár
- Gary Smith – dob, ütős hangszerek (kivéve 2, 6.)
- GG Shinn – szólóének (kivéve 2, 3.)
- Terry Richards – ének (2.)
- Jay Burrid – dob (2, 6.)